# Dark House (film, 2009)
Pour plus de détails, voir Fiche technique et Distribution.
Dark House est un film d'horreur surnaturel américain réalisé par Darin Scott Southam, sorti en 2009. Il met en vedettes dans les rôles principaux Jeffrey Combs, Meghan Ory et Diane Salinger avec Matt Cohen, Shelly Cole, Danso Gordon, Ryan Melander, Bevin Prince, Meghan Maureen McDonough et Scott Whyte. Le scénario a été écrit par Darin Scott à partir d’une histoire créée par Kerry Douglas Dye et Darin Scott. Le film a été produit par Mark Sonoda et Nick Allan. Dark House est sorti en salles le vendredi 30 juillet 2009 à New York, Dallas et San Francisco, et sorti en DVD le 28 septembre 2010,,

## Synopsis
Dark House raconte l’histoire de la Old Darrode House, où Mme Janet Darrode dirigeait une famille d'accueil pour enfants, puis les a tous assassinés et s’est suicidée. Le film s’ouvre sur une jeune fille qui entre dans la maison le jour du massacre et découvre la scène sanglante du crime.
Quatorze ans plus tard, Claire Thompson est une étudiante actrice. Elle voit un psychothérapeute pour l’expérience qu’elle a vécue dans la maison et qui l’a laissée très perturbée. Son thérapeute lui suggère de retourner visiter la maison, mais elle n’a jamais pu repasser la porte.
Lorsque le magnat de l’horreur Walston Rey apparaît dans son cours de théâtre, il révèle qu’il a converti la maison en une attraction d’horreur. Il veut embaucher Claire et ses camarades de classe de théâtre pour travailler comme acteurs dans son attraction. Claire voit cette opportunité comme une chance de retourner dans la maison en toute sécurité, entourée de ses amis. Dans la maison, Walston et son personnel montrent fièrement leur système holographique tridimensionnel qui crée des figures d’horreur interactives et inoffensives, mais lorsque le fantôme de Mme Darrode pénètre dans le système, les hologrammes deviennent réels et sont activés par la peur des spectateurs. Ils commencent à tuer tout le monde à l’intérieur de la maison, alors que les survivants tentent d’arrêter le système et de s’échapper.
Claire parvient enfin à se souvenir de ce qui s’est passé dans la maison il y a des années. Elle a été placée sous la garde de Mme Darrode, qui était une fanatique religieuse et qui abusait des enfants. Claire a un jour mené les autres enfants à se rebeller. Ils ont brûlé leurs Saintes Bibles et rejeté les enseignements de Mme Darrode. Mme Darrode est entrée dans une rage psychotique et a assassiné tous les enfants, en les qualifiant de pécheurs et d’hérétiques, à l’exception de Claire qui a réussi à s’échapper en se cachant dans un placard. Puis, frappée de remords pour ce qu’elle avait fait, Mme Darrode a coupé ses mains, les a jetées dans la poubelle de la cuisine, et s’est suicidée.
De retour dans le présent, après s’être souvenue des évènements, Claire surmonte sa peur et s’avance vers Mme Darrode, qui disparaît. Elle est découverte par la police, qui pense qu’elle est responsable des meurtres, et est internée dans un asile psychiatrique.
Dans les scènes finales du film, la fille qui a découvert la scène des meurtres il y a tant d’années vient également à la maison pour essayer de surmonter avec son traumatisme. Elle et son petit ami sont rapidement enfermés dans la maison et sont tués. Le film se termine avec Claire attachée par une camisole de force dans une cellule capitonnée et criant « ELLE EST TOUJOURS LÀ-BAS ! »

## Distribution
- Jeffrey Combs : Walston Rey
- Meghan Ory : Claire Thompson
- Diane Salinger : Mme Janet Darrode
- Matt Cohen : Rudy
- Shelly Cole : Lily
- Danso Gordon : Eldon
- Ryan Melander : Bruce
- Bevin Prince : Ariel
- Meghan Maureen McDonough : Samantha
- Scott Whyte : Moreton[4].

## Réception critique
La réception critique a été mitigée. Fearnet a estimé que même si le film « ne fonctionne pas toujours comme un tout cohérent », il « a eu plus que quelques bons moments/idées, et (heureusement) une poignée de rebondissements sombres qui aident à garder les choses intéressantes. » Le Dallas News a considéré ce film comme « à peu près aussi effrayant que l’épisode des Simpson Treehouse of Horror. » Shock Till You Drop a commenté que Dark House était un « film confus » et que, bien qu’il ait eu quelques points positifs, finalement « il n’y a pas de peur ici, et il a vraiment du mal à trouver une identité pendant trop longtemps. ».
Dark House recueille un score d’audience de 20% sur Rotten Tomatoes.